# ガーラ湯沢駅
ガーラ湯沢駅（ガーラゆざわえき）は、新潟県南魚沼郡湯沢町大字湯沢にある、東日本旅客鉄道（JR東日本）の駅。
JR東日本のグループ会社が経営するガーラ湯沢スキー場に直結する。
施設上は越後湯沢駅で分岐する上越新幹線の支線の終点にあたるが、越後湯沢 - ガーラ湯沢間は法規上、在来線である上越線の支線となっている（乗車券の扱いに関する詳細は後述）。

## 概要
JR東日本社員の発案による社内プロジェクトとして、上越新幹線の越後湯沢駅に隣接する保線基地の裏山に開業したガーラ湯沢スキー場への利用客の輸送のために「東京から75分で行けるスキー場」として開業した。そのため、冬季のスキーシーズン（概ね12月中旬 - 翌年5月上旬）のみの臨時駅となっている。当初計画ではスキー場名・駅名とも単に「ガーラ」となる予定だったが、地元からの強い要望で「湯沢」が付いた。
駅舎自体がガーラ湯沢スキー場への玄関口となっており、駅舎には「スキーセンター カワバンガ」の愛称が付与されている。エントランスがある1階には温泉施設「SPAガーラの湯」（入口は3階）、改札口がある2階にはチケットカウンターやスキー・スノーボードレンタルカウンターがある。スキー場へはゴンドラリフト「ディリジャンス」で結ばれているほか、スキー場北エリアからの下山コース「ファルコン」の終点でもある。なお、シーズン毎に駅舎内の大規模なリニューアルを行うことも多く、案内表示やカウンターもたびたび変更・更新されている。
開業の経緯から、駅としては基本的には冬季のみの営業だが、JR東日本がタイアップした映画『ジュブナイル』の関連イベント開催などで、夏季に営業を行ったケースが数回ある。営業を行っていない時期の越後湯沢駅 - 当駅間は、越後湯沢駅に発着する「たにがわ」の折り返し用に使用されている。また、夜間停泊も行われている。
越後湯沢駅から上越新幹線本線をアンダーパスするための下り20 ‰の勾配を通り、第二湯元トンネルを抜けて約1.8 km離れた当駅に至る（厳密には1 km770 m）。最高速度は70km/h。同区間は信号システム上、単線並列になっている。
なお、夏季にはスキー場のサマーゲレンデ営業や、周辺でトレッキング企画が実施されるが、駅の営業や旅客列車の運行はなく、交通手段は越後湯沢駅からのシャトルバスもしくは自家用車、タクシーになる。また、冬季においても、午後にガーラ湯沢着となる列車が18時台着の1本しか設定されていないなど、列車の運行時間帯に偏りがあり、タイミングが合わない場合には越後湯沢駅からのシャトルバス利用が必要となる。
駅名およびスキー場名の「ガーラ (GALA) 」とは英語で「祝祭」を意味する。ガーラ湯沢スキー場も含めて「祝祭空間」であることを強調している。そのため、駅員の一部は制服・制帽もJR東日本の正規のものとは異なるものを着用している。

## 歴史
- 1990年（平成2年）12月20日：上越新幹線支線（上越線支線）・越後湯沢駅 - 当駅間の開業に伴い[13]、開業[2][3][4][5]。
- 1999年（平成11年）4月21日：新幹線で自動改札機の供用を開始[14][15]。
- 2020年（令和2年）3月14日：新幹線eチケットサービスを開始[16]。
- 2021年（令和3年）3月13日：タッチでGo!新幹線のサービスを開始[17]。

## 駅構造
島式ホーム1面2線の地上駅である。ホーム有効長は12両編成に対応した308 mで、幅員は5 - 11 m。また、列車別改札を行っており、列車発着の15分前にならないと改札内に入場することができない。
駅長配置の直営駅だが、越後湯沢駅が管理する（越後湯沢駅助役待遇）。当駅への新幹線運行時のみ営業するみどりの窓口、指定席券売機（クレジットカード決済専用機のみ設置）が設置されている。駅舎はガーラ湯沢の施設と一体化しており、改札の目の前にスキー場の受付がある。2006年度（平成18年度）に自動体外式除細動器 (AED) が設置された。
元々はスキーシーズン時に運転する臨時列車の越後湯沢駅折り返し列車の留置を目的とした「越後湯沢電留線」の用地を活用したものである。敷地面積は約29,000 m2で、電留線 4線と保守基地の配置を想定したものであった。電留線は16両編成に対応した延長480 mで、防雪建屋（収容庫）の設置が予定されていた。この敷地は大清水トンネルの掘削で発生した残土を使用して盛土を施工した。
ただし、諸般の事情から開業当初は盛土の施工と越後湯沢保守基地（ロングレール運搬車留置線、保守用車留置線 3線、機回り線 1線、確認車留置線、検修線。ただし、ガーラ湯沢駅開設時に保守基地は縮小）のみ開設され、防雪建屋（収容庫）は基礎工事が施工されたが、電留線の設置は見送られた。ただし、電留線予定地はガーラ湯沢駅の旅客ホーム・橋上駅舎となり、国鉄時代の保守基地線はすべて撤去され、新たな保守基地線3本（1番線 220m、2番線 155 m、3番線 62 m）と材料職場、保守職場に整理された。

### のりば
| 番線 | 路線       | 行先         |
| ---- | ---------- | ------------ |
| 1・2 | 上越新幹線 | 越後湯沢方面 |

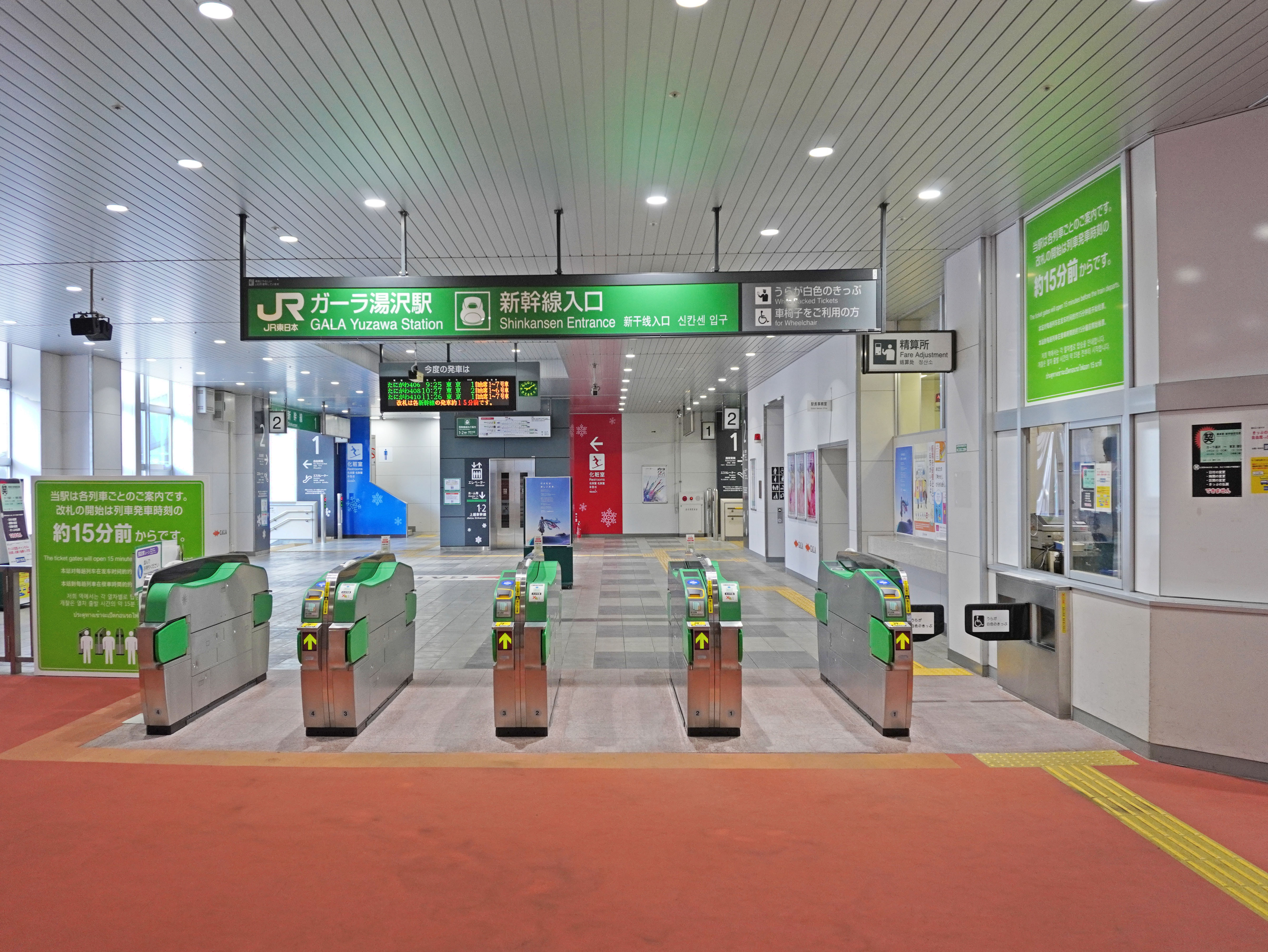
改札口（2022年12月）
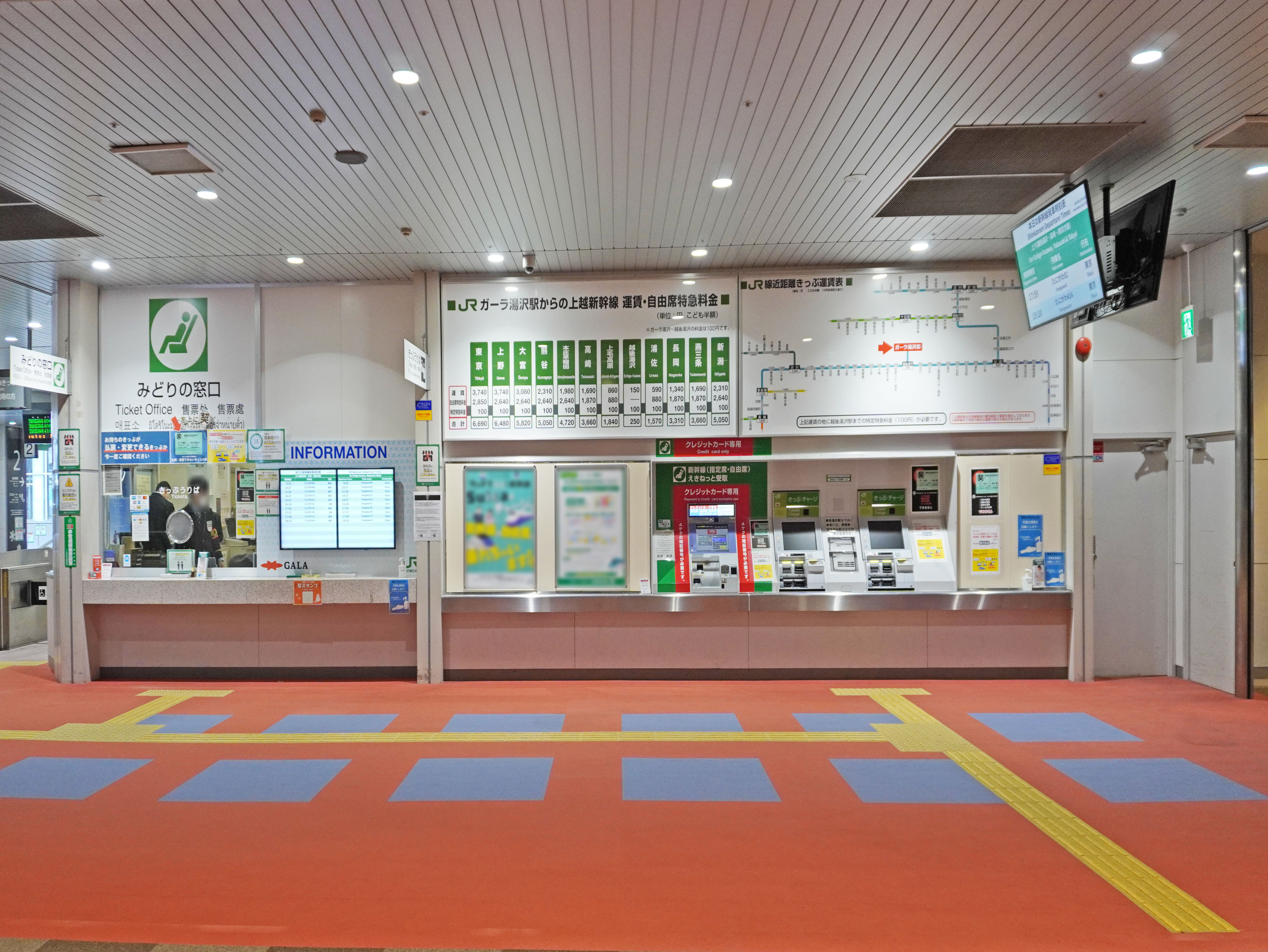
乗車券売り場（2022年12月）
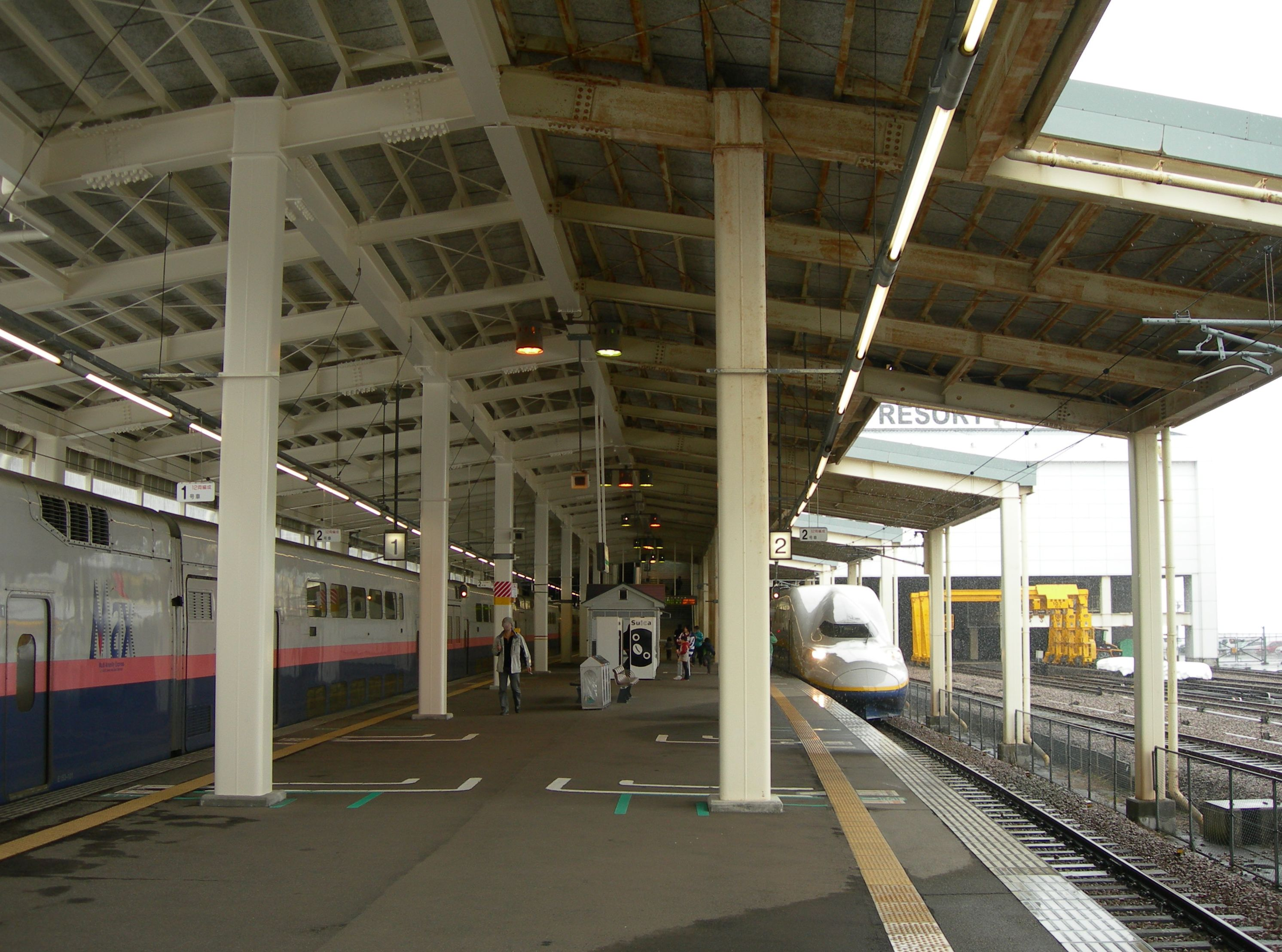
ホーム（2010年3月）
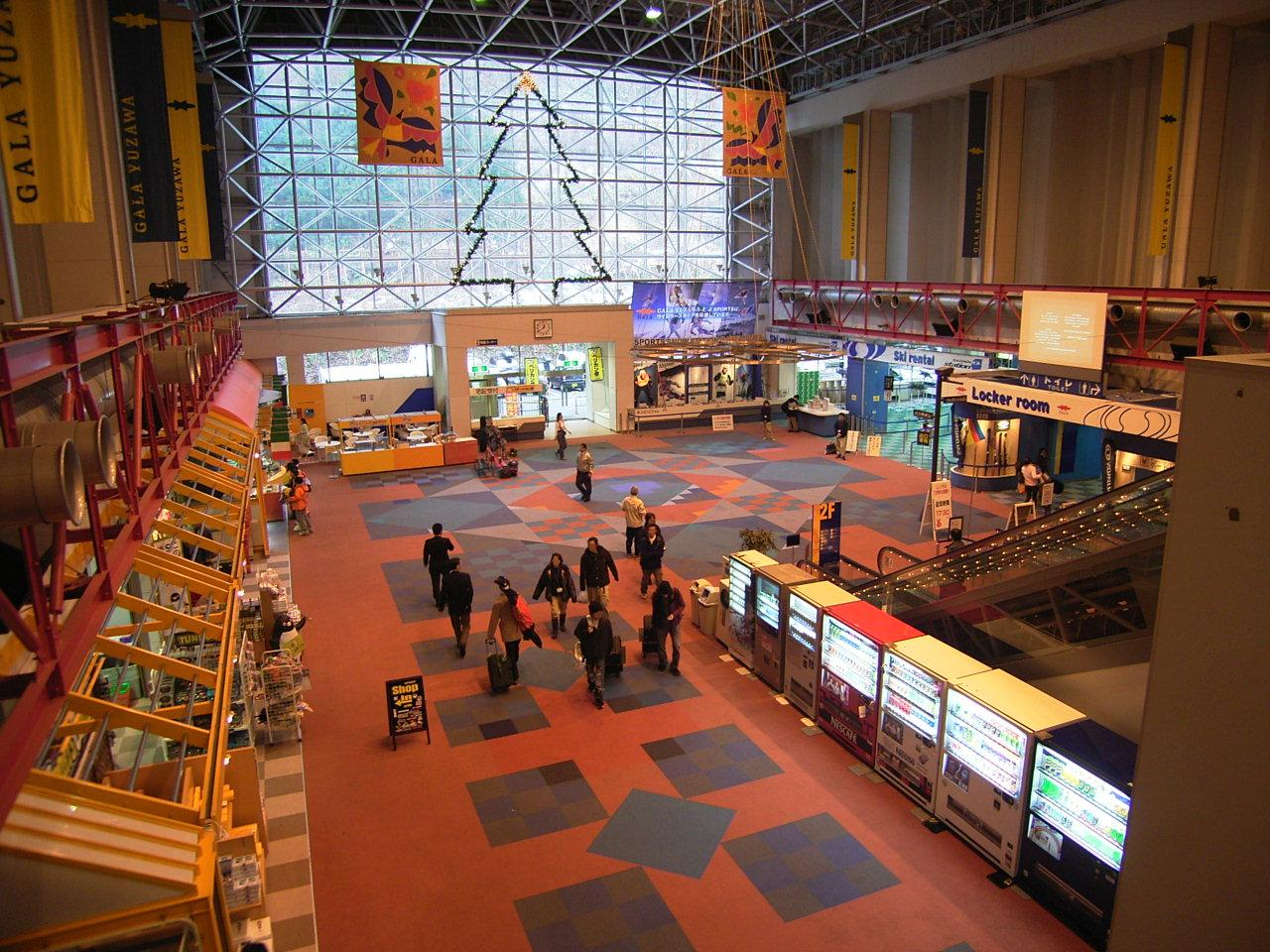
駅舎内（2006年12月）
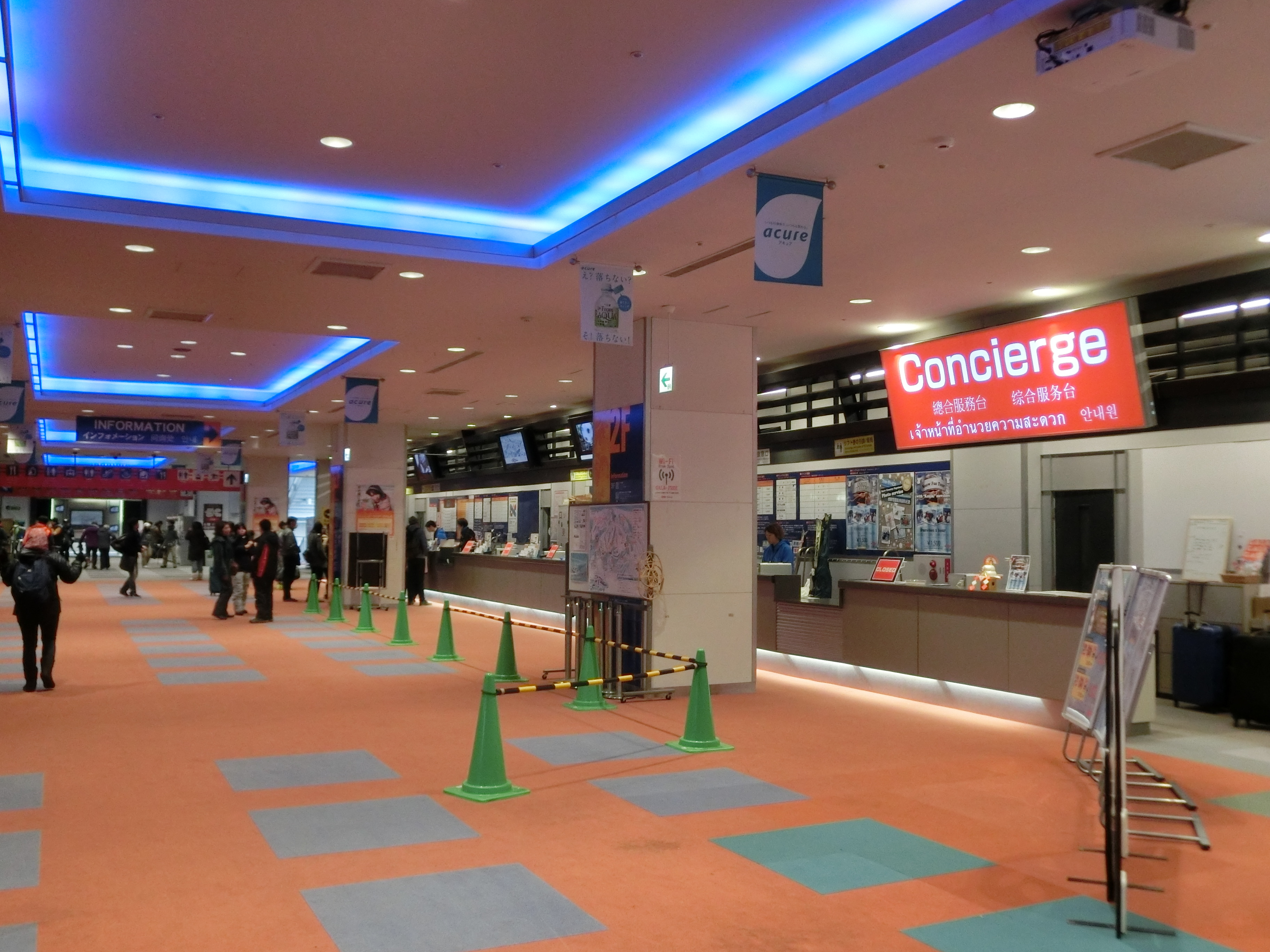
スキー場の受付（2017年1月）

## 利用状況
JR東日本によると、2023年度（令和5年度）の1日平均乗車人員は1,098人である。
2000年度（平成12年度）以降の推移は以下のとおりである。なお、冬季のスキー場営業期間以外は、当駅に旅客列車は乗り入れない（臨時イベント時は除く）。
| 1日平均乗車人員推移 | 1日平均乗車人員推移 | 1日平均乗車人員推移 | 1日平均乗車人員推移 | 1日平均乗車人員推移 |
| 年度                | 定期外              | 定期                | 合計                | 出典                |
| ------------------- | ------------------- | ------------------- | ------------------- | ------------------- |
| 2000年（平成12年）  |                     |                     | 907                 | [ 利用客数 2 ]      |
| 2001年（平成13年）  |                     |                     | 951                 | [ 利用客数 3 ]      |
| 2002年（平成14年）  |                     |                     | 1,107               | [ 利用客数 4 ]      |
| 2003年（平成15年）  |                     |                     | 1,015               | [ 利用客数 5 ]      |
| 2004年（平成16年）  |                     |                     | 947                 | [ 利用客数 6 ]      |
| 2005年（平成17年）  |                     |                     | 987                 | [ 利用客数 7 ]      |
| 2006年（平成18年）  |                     |                     | 788                 | [ 利用客数 8 ]      |
| 2007年（平成19年）  |                     |                     | 1,156               | [ 利用客数 9 ]      |
| 2008年（平成20年）  |                     |                     | 942                 | [ 利用客数 10 ]     |
| 2009年（平成21年）  |                     |                     | 916                 | [ 利用客数 11 ]     |
| 2010年（平成22年）  |                     |                     | 941                 | [ 利用客数 12 ]     |
| 2011年（平成23年）  |                     |                     | 1,433               | [ 利用客数 13 ]     |
| 2012年（平成24年）  | 1,315               | 0                   | 1,315               | [ 利用客数 14 ]     |
| 2013年（平成25年）  | 1,414               | 0                   | 1,414               | [ 利用客数 15 ]     |
| 2014年（平成26年）  | 1,440               | 0                   | 1,440               | [ 利用客数 16 ]     |
| 2015年（平成27年）  | 1,127               | 0                   | 1,127               | [ 利用客数 17 ]     |
| 2016年（平成28年）  | 1,205               | 0                   | 1,205               | [ 利用客数 18 ]     |
| 2017年（平成29年）  | 1,029               | 0                   | 1,029               | [ 利用客数 19 ]     |
| 2018年（平成30年）  | 1,065               | 0                   | 1,065               | [ 利用客数 20 ]     |
| 2019年（令和元年）  | 778                 | 0                   | 779                 | [ 利用客数 21 ]     |
| 2020年（令和02年）  | 514                 | 1                   | 516                 | [ 利用客数 22 ]     |
| 2021年（令和03年）  | 908                 | 2                   | 911                 | [ 利用客数 23 ]     |
| 2022年（令和04年）  | 975                 | 8                   | 984                 | [ 利用客数 24 ]     |
| 2023年（令和05年）  | 1,081               | 16                  | 1,098               | [ 利用客数 1 ]      |

## ガーラ湯沢までの乗車券

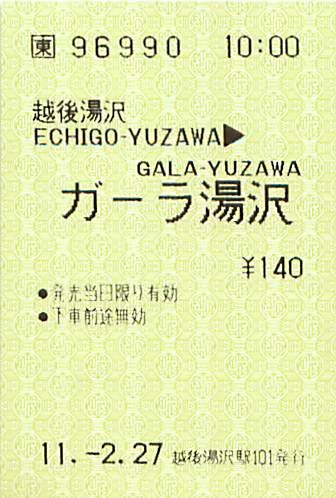
乗車券

越後湯沢駅 - 当駅間は上越新幹線と一体化した運行体系であるが、法律上は在来線である上越線の支線となっており（ガーラ湯沢駅自体は新幹線鉄道における列車運行の安全を妨げる行為の処罰に関する特例法が適用される）、新幹線車両が直接乗り入れる在来線の特急列車という扱いで、運賃（150円）のほか在来線の特定特急券（100円）が必要となり、合計250円で乗車できる。越後湯沢以外の新幹線駅発着の場合は、乗降駅 - 越後湯沢間の新幹線特急料金に100円上乗せされた料金となる。同区間は西日本旅客鉄道（JR西日本）博多南線（博多駅 - 博多南駅間）と同様の形態であり、事実上「日本で一番安く乗れる新幹線」である（運賃と料金はいずれも2022年時点）。なお旅客案内上の表記は「上越新幹線」で統一されており、『JR時刻表』においても博多南線が在来線（幹線）として記載されているのに対してガーラ湯沢支線は新幹線と同じ線での表現となっている。
なお、この区間は普通列車が運行されていないため、「青春18きっぷ」・「北海道&東日本パス」・「東日本のんびり旅パス」といった普通列車を対象とする特別企画乗車券は利用できない。このため、別途この区間の運賃と特定特急料金が必要となる。

## シャトルバス

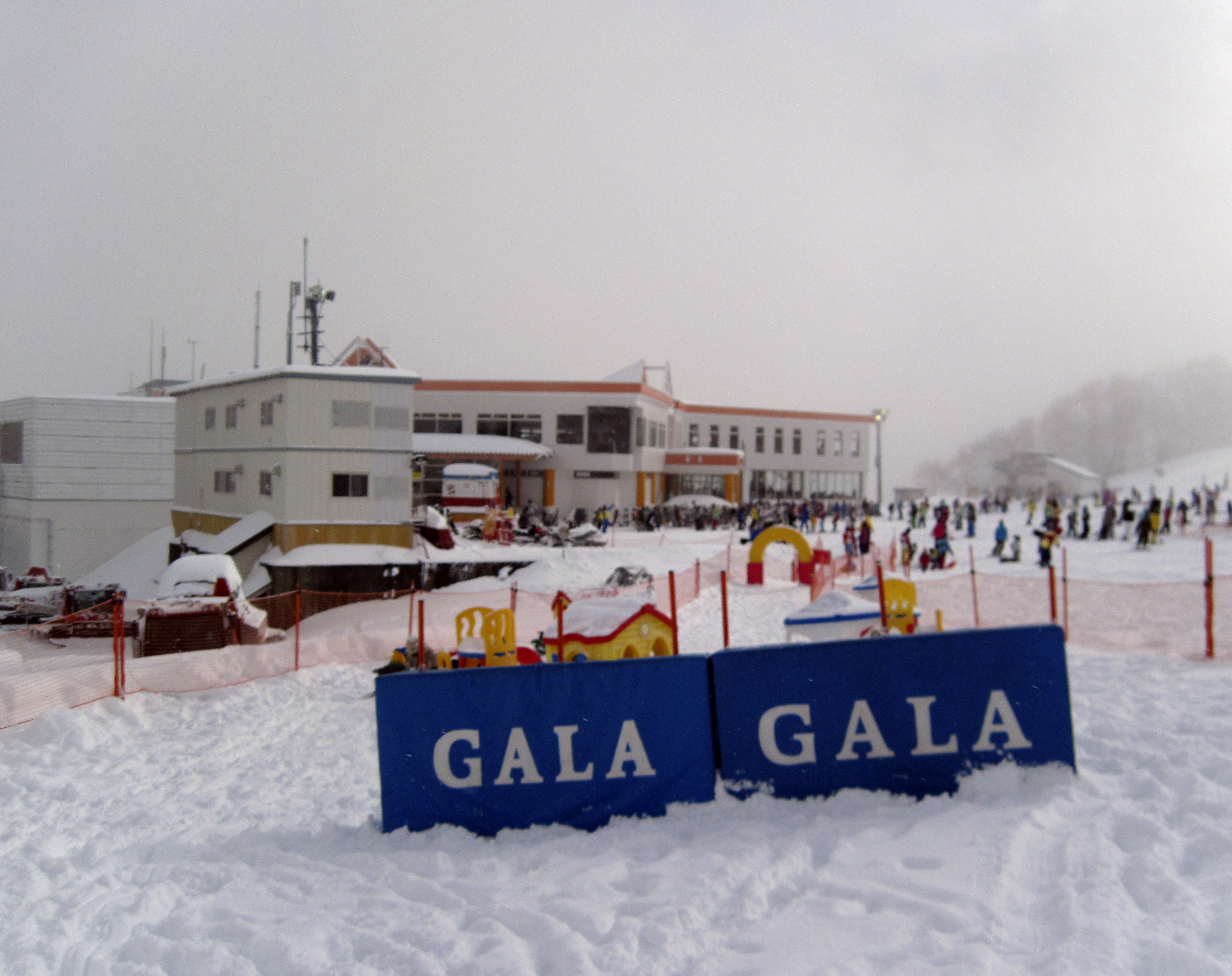
ガーラ湯沢スキー場

ガーラ湯沢駅 - 越後湯沢駅
運賃無料。NASPAスキーガーデン・湯沢高原スキー場・宿泊施設を経由。所要時間は約10分。なお、スキー場および駅営業時に限る。
夏季の「GALAサマーパーク」営業時にも越後湯沢駅との間を結ぶシャトルバスが発着する。

## 隣の駅
東日本旅客鉄道（JR東日本）
 上越新幹線（支線）
越後湯沢駅 - ガーラ湯沢駅

### 記事本文